# Lioré & Olivier LeO 45
Die Lioré & Olivier LeO 45 war ein französischer mittelschwerer Bomber aus dem Jahre 1938. Die in die Fertigung übernommene Ausführung erhielt die Bezeichnung Lioré & Olivier LeO 451. Sie war der modernste Bombertyp, den die Armée de l’air zum Zeitpunkt des deutschen Angriffs 1940 in größeren Stückzahlen zur Verfügung hatte.

## Entwicklung und Produktion
Als Antwort auf die im Jahre 1935 von der Armée de l’air publizierte Spezifikation B4 für einen mittleren Bomber mit vier Mann Besatzung und einer Höchstgeschwindigkeit von mindestens 475 km/h begannen bei Lioré & Olivier unter der Leitung von Pierre Mercier die Arbeiten am Projekt LeO 45. Der erste Prototyp LeO 45 No 01 hatte seinen Erstflug am 16. Januar 1937 und wurde von Motoren des Typs Hispano-Suiza 14Aa angetrieben. Beim CEMA zeigten die ersten Tests einige Instabilitäten in der Konstruktion auf, was zu einer Überarbeitung des Hecks der Maschine führte. Gravierender waren aber Komplikationen mit den Motoren, die wegen ihres unausgereiften Kühlsystems bei längeren Flügen zu Totalausfällen tendierten. Dies führte am 6. Dezember des Jahres zu einer Notlandung und in der Folge zur Überarbeitung der Kühlanlage. Bei erneuten Tests beim CEMA durchbrach das Flugzeug die Geschwindigkeitsschwelle von 500 km/h und die Armée de l’air entschied sich schließlich im November 1937 für die Bestellung einer Vorserie von 20 Exemplaren, die bis zum Mai 1938 ausgeliefert werden sollte. Die LeO 45 setzte sich dabei gegen die Muster Amiot 341, Latécoère 570 und Romano R-120 durch, die mit ihr um den Großauftrag zur Neuausrüstung der Bomberverbände der Armée de l’air konkurrierten.
Nachdem man generell schlechte Erfahrungen mit den Hispano-Suiza 14Aa gesammelt hatte, wurde im August 1938 entschieden, das Flugzeug mit zuverlässigeren Motoren vom Typ Gnôme-Rhône 14N auszustatten. Der modifizierte Typ erhielt die Bezeichnung LeO 451 und wurde ab Oktober des Jahres erneut im CEMA getestet. Den erfolgreichen Tests folgte umgehend eine Bestellung von 100 Exemplaren (zusätzlich zu den bereits 20 bestellten). Aufgrund von Zulieferproblemen bei den Motoren und Propellern konnten die ersten beiden Serienmaschinen aber erst im März und April 1939 ausgeliefert werden. Je nach Verfügbarkeit wurden während der Produktion entweder Motoren der Variante Gnôme-Rhône 14N38/39 bzw. der Variante Gnôme-Rhône 14N48/49 und Propeller des gleichen Produzenten eingebaut. Insgesamt erreichte das Muster etwa die gleichen Leistungen wie die LeO 45.
Mit den ersten Serienmaschinen wurden im Frühjahr 1939 umfangreiche Experimentalflüge durchgeführt und aufgrund der guten Flugleistungen des Typs die Bestellungen bis September des Jahres auf 737 Maschinen für die Armée de l’air erweitert, wovon fünf Exemplare unter der Bezeichnung LeO 457 eine Ausrüstung für große Flughöhen und zehn Stück unter der Bezeichnung LeO 458 probeweise 1600 PS starke Wright R-2600-A5B Cyclone-14-Motoren aus den USA erhalten sollten. Griechenland bestellte zudem für seine Luftstreitkräfte zwölf Stück der Standardversion. Bis zu diesem Zeitpunkt waren allerdings erst 22 Maschinen produziert worden, weswegen die Produktion auf weitere Werke der (mittlerweile nationalisierten) Luftfahrtindustrie ausgedehnt wurde. Es gab sogar Pläne für ein unterirdisches Werk in der Nähe von Auxerre, die aber nie realisiert wurden. Zum Zeitpunkt des Waffenstillstands waren über 1700 Maschinen aller Varianten bestellt worden. Bis dahin wurden aber nur 452 fertiggestellt, von denen wiederum nur 373 ihren Weg in die Bomberstaffeln der Armée de l’air gefunden hatten.
Zu Beginn des Zweiten Weltkriegs gab es in den Steinbrüchen von Palotte in Cravant eine unterirdische Fabrik zur Montage der LeO 458.
Nachdem die Deutschen Vichy-Frankreich im Herbst 1941 eine überwachte Wiederaufnahme der Produktion von Flugzeugen gestattet hatten, wurden bis zur Auflösung der Vichy-Luftstreitkräfte im November 1942 weitere 168 Exemplare des Typs hergestellt, so dass die Gesamtproduktion bei 620 Exemplaren gelegen hätte. Allerdings geben andere Quellen die Gesamtproduktion auch nur mit 584 Maschinen an.
Folgende weitere Versionen waren anfangs noch geplant worden:
- LeO 454: mit SIGMA-Bristol Hercules-II-Sternmotoren
- LeO 455: mit Gnôme-Rhône 14R01-Sternmotoren mit 1375 PS / 1025 kW
- LeO 456: eine Marineversion, im Wesentlichen eine LeO 455 mit Darne 7,5-mm-Maschinengewehren

## Konstruktion
Die Lioré & Olivier 451 war ein Tiefdecker in Vollmetall-Bauweise mit zwei Triebwerken und Doppelleitwerk. Die Rumpfkonstruktion bestand aus 60 Rumpfspanten, die mit Metallstreben verknüpft und mit Aluminiumblech verkleidet waren. Die Bugspitze war verglast und enthielt ein festes 7,5-mm-Maschinengewehr vom Typ MAC 1934. Ein weiteres, nach hinten gerichtetes MG konnte mit einer Gondel unter den Rumpf herausgefahren werden. Die LeO 451 verfügte zudem im hinteren oberen Teil des Rumpfes über eine 20-mm-Kanone vom Typ Hispano-Suiza HS-404 mit Munition für 120 Schuss.
In der Mitte des Rumpfes befand sich ein im Vergleich zu anderen Typen relativ kleiner Bombenschacht. Die Bombenkapazität wurde daher durch zwei weitere kleinere Bombenschächte in den Flügelwurzeln ergänzt. Das Fahrwerk war in die Triebwerksgondeln einziehbar. Der erste verwendete Motor war ein 1078 PS (793 kW) starker Hispano-Suiza 14Aa-8/9-Sternmotor, der sich im Laufe der Zeit als unzuverlässig erwies und daher später durch einen leicht stärkeren Gnome-Rhône 14N ersetzt wurde. Der Propeller war ein dreiblättriger, verstellbarer Metallpropeller von Ratier.

## Einsatz
Als am 10. Mai 1940 der deutsche Angriff im Westen begann, waren in den Bomberstaffeln der Armée de l’air insgesamt 94 Maschinen vom Typ LeO 451 registriert. Zahlreiche Staffeln befanden sich zu dieser Zeit in einer Umrüstungsphase und erhielten ihre neuen Flugzeuge in den folgenden sechs Wochen bis zum Waffenstillstand. Insgesamt flogen 373 Maschinen Kampfeinsätze. Darunter war ein erfolgreicher Angriff auf deutsche Truppen bei Montcornet am 16. Mai 1940 (Groupe de Bombardement I/12, Groupe de Bombardement II/12 und Groupe de Bombardement I/31) sowie ein aufgrund schlechter Wetterlage misslungener Nachtangriff auf die BMW-Werke bei München am 4. Juni. Über München ging eine LeO 451 verloren. Während dieser Angriffe stellten die LeO 451 deutlich ihre Effektivität als Bomber in Höhen um 5.000 m unter Beweis. Während der Schlacht um Frankreich gingen insgesamt 130 Maschinen verloren, diese vergleichsweise hohe Verlustquote war vor allem auf riskantere Einsätze zur Erdkampfunterstützung zurückzuführen. Etwa 90 weitere Maschinen fielen nach der Niederlage Frankreichs im Juni 1940 den Deutschen in die Hände und wurden von diesen teils bis zum Kriegsende als Transportflugzeug genutzt. 
Aufgrund des schnellen Vormarsches der Deutschen erhielten ab dem 14. Juni schrittweise viele Groupes den Befehl, sich nach Nordafrika abzusetzen. In der letzten Mission eines mit LeO 451 ausgerüsteten Geschwaders griffen am 23. Juni 1940 vier Maschinen der Groupe de Bombardement II/11 Palermo in Italien an.
In den stark reduzierten Luftstreitkräften Vichy-Frankreichs taten knapp 100 LeO 451 in sechs Groupes ihren Dienst. Sie führten zunächst nur vereinzelte kleine Aktionen gegen die Briten durch, ohne dabei nennenswerten Schaden anzurichten. So bombardierten im Rahmen von Vergeltungsmaßnahmen für den britisch-freifranzösischen Angriff auf Dakar Maschinen der Groupe de Bombardement I/23 am 24. und 25. September 1940 den Hafen von Gibraltar, wobei eine Maschine verloren ging. Knapp 50 Maschinen (von Groupe de Bombardement I/2, Groupe de Bombardement I/31 und Groupe de Bombardement I/25) nahmen darüber hinaus im Sommer 1941 aktiv an den Kämpfen um Syrien und Libanon teil und erlitten dort infolge britischer Bombenangriffe auf ihre Flugplätze starke Verluste.
Nach der Operation Torch traten die auf französischer Seite verbleibenden Einheiten zu den Alliierten über, konnten sich aber nicht mehr effektiv am Krieg beteiligen, vor allem deshalb, weil Ersatzteile für die bereits alternden LeO 451 kaum verfügbar waren.
Die von den Deutschen bei der Besetzung von Vichy-Frankreich Ende 1942 erbeuteten Maschinen fanden ihren Weg in die Luftwaffe und Regia Aeronautica, wo sie zu Trainings- und Transportzwecken in der IV. Gruppe des Transportgeschwaders 4 und der II. Gruppe des Ergänzungstransportgeschwaders verwendet wurden.

## Einsatzländer
- Frankreich
- Vichy-Frankreich
- Deutsches Reich
- Italien

## Technische Daten

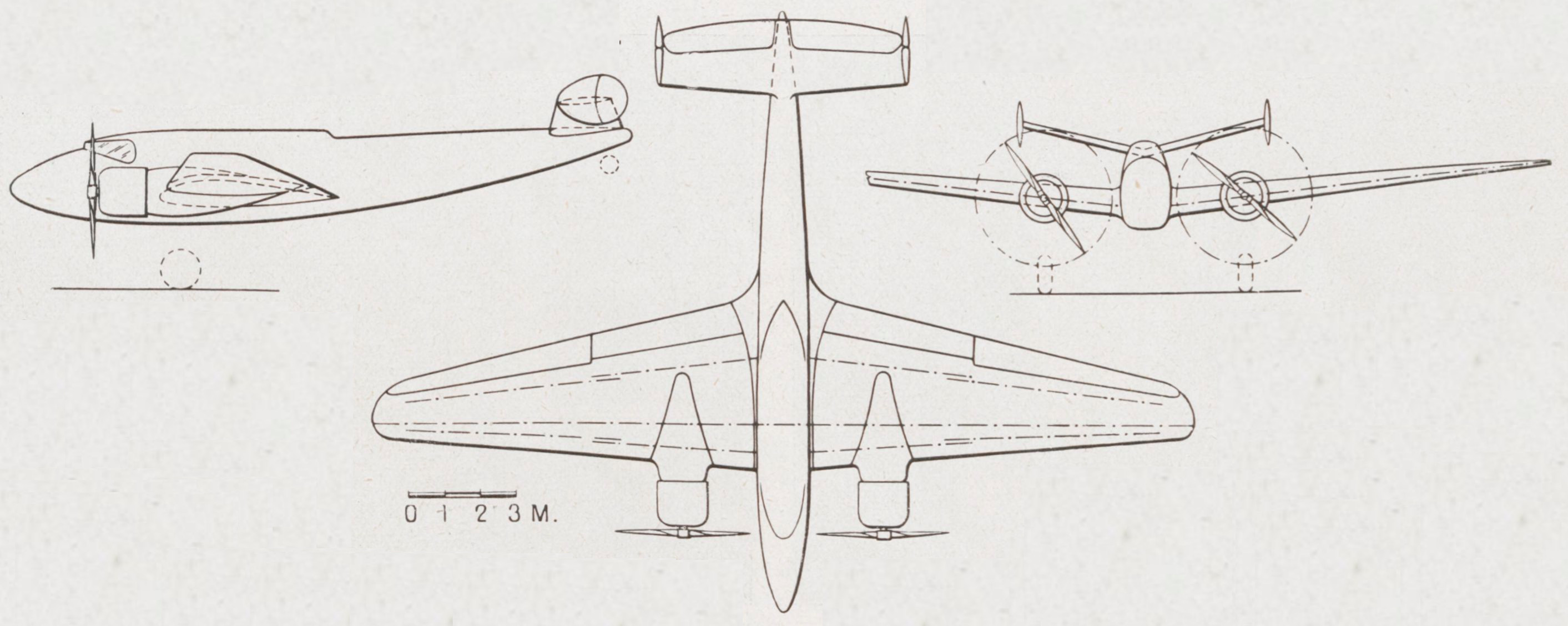
Dreiseitenriss der LeO 45

| Kenngröße             | Daten Lioré & Olivier LeO 451                                                                     |
| --------------------- | ------------------------------------------------------------------------------------------------- |
| Besatzung             | 4                                                                                                 |
| Länge                 | 17,17 m                                                                                           |
| Spannweite            | 22,50 m                                                                                           |
| Höhe                  | 5,23 m                                                                                            |
| Flügelfläche          | 68,00 m²                                                                                          |
| Flügelstreckung       | 7,4                                                                                               |
| Leermasse             | 6.370 kg                                                                                          |
| Startmasse            | 11.400 kg                                                                                         |
| Höchstgeschwindigkeit | 495 km/h auf 4.800 m                                                                              |
| Steiggeschwindigkeit  | 357 m/min (6 m/s)                                                                                 |
| Dienstgipfelhöhe      | 9000 m                                                                                            |
| Reichweite            | 2300 km                                                                                           |
| Triebwerke            | zwei Gnome-Rhône 14N mit ca. 1150 PS (je nach Variante)                                           |
| Bewaffnung            | eine 20-mm-Kanone Hispano-Suiza HS-404 mit 120 Schuss zwei 7,5-mm-MG MAC 1934 1.500 kg Bombenlast |

## Vergleichbare Muster
- Frankreich: Amiot 351, Bloch MB.175, Latécoère 570, SNCAC NC.150
- Vereinigtes Königreich: Bristol Blenheim
- Vereinigte Staaten: North American B-25 Mitchell, Martin 167
- Deutsches Reich: Dornier Do 17, Heinkel He 111, Junkers Ju 88
- Italien: Savoia-Marchetti SM.79, Cant Z.1007
- Japan: Mitsubishi G3M
- Polen: PZL.37 Łoś
- Niederlande: Fokker T.V